# MBC M
MBC M (anteriormente MBC Music) é um canal de televisão por assinatura sul-coreano, que faz parte da MBC Plus. O canal transmite principalmente programação relacionada à música.
O canal foi lançado em 1 de fevereiro de 2012, com um novo programa musical Show Champion.

## Programas
Estes são os programas atuais da MBC Music:

### Reality shows
- We Got Married (simulcast com MBC TV)
- Dad, Where Are You Going? (simulcast com MBC TV)
- Infinite Challenge (simulcast com MBC TV)
- Oh! My Skarf
- Making of The Star
- Kara Project
- Secret no.1
- Music and Lyrics
- NC.A in Fukuoka
- Idol School
- Ailee's Vitamin
- Younha's Come to My Home
- Powder Room
- Abbey Road
- Gangnam Feel Dance School
- One Fine Day (2013-presente)
  - Shinee's  One Fine Day (2013)
  - B1A4’s One Fine Day (2014)
  - VIXX's  One Fine Day (2014)
  - Super Junior's One Fine Day (2015)
  - Girl's Day's  One Fine Day (2015)
  - GFriend's  One Fine Day (2015)
  - AOA's  One Fine Day (2015)
  - B.A.P's One Fine Day (2016)
  - Seventeen's  One Fine Day (2016-2017)
- Gugudan Project - Extreme School Trip (2016)
- B.I.G Project (2017)
- Idol Tour (2017)

### Música
- Show! Music Core (simulcast com MBC TV)
- I Music U (sem intervalos comerciais)
  - I Music U 4 AM
  - I Music U 7 AM
  - I Music U 8 AM
  - I Music U 3 PM
  - I Music U 6 PM
  - I Music U 10 PM
  - I Music U Request
- Daily Best K-pop
- Show Champion (simulcast viver com MBC Every 1)
- All The K-pop
- Music Talk Talk My Bling Bling MV
- Old and New
- KPOP Live
- Music Magazine
- Morning Pop
- Music Scanner The Code
- Hot Track
- Live Clip
- MP4
- Shh!

### Programação especial
- Super Show 5 - um documentário de reality show sobre a turnê da América do Sul narrado pelo membro Kangin, transmitido, a partir de 13 de junho de 2013, por seis semanas.[3]
- MelOn Music Awards (2012–presente, simulcast na MBC Every 1)[4]